# Кукшенеры (Звениговский район)
Кукшенеры (мар. Кукшэҥер) — деревня в Звениговском районе Республики Марий Эл России. Входит в состав Исменецкого сельского поселения.

## География
Деревня находится около устья реки Илеть, на расстоянии 12 км к юго-востоку от Звенигово, административного центра района.

## История
В 1858 году в деревне Сухой Овраг проживали 27 семей. В 1903 году насчитывалось 69 домов. 19 марта 1928 года постановлением ВЦИК селение переименовано в Кукшенеры. В 1931 году организован колхоз «У пырче» («Новое зерно»).

## Население
| 2002 | 2010 |
| ---- | ---- |
| 146  | ↘131 |

## Известные уроженцы
- Кожевников, Сергей Константинович (1904—1956) — советский военачальник, генерал-майор.